# Gabriel Gudmundsson
Gabriel Gudmundsson (* 29. April 1999 in Malmö) ist ein schwedischer Fußballspieler. Er ist schwedischer Nationalspieler.

## Karriere

### Verein
Gabriel Gudmundsson begann mit dem Fußballspielen in Halmstad, einer Stadt mit rund 70.000 Einwohnern auf halber Strecke zwischen Göteborg und Malmö, als er Snöstorp Nyhem FF beitrat. Später zog es ihn in die Jugend von Halmstads BK. Gudmundsson debütierte während der Saison 2016 in der Profimannschaft, die damals in der Superettan, der zweithöchsten schwedischen Spielklasse, spielte. Mit Halmstads BK war er zum Saisonende in die Allsvenskan, die höchste schwedische Spielklasse, aufgestiegen, und dort regelmäßig zum Einsatz gekommen, ehe ihm in der Saison 2018 der Durchbruch gelang. Dabei spielte Gudmundsson nun wieder mit seinem Verein in der Superettan, da Halmstads BK zum Ende der Saison 2017 als Tabellen-15. abgestiegen war. In der Saison 2018 wurde er abwechselnd als Mittelstürmer, linker Außenstürmer sowie linker Mittelfeldspieler eingesetzt. In der Sommerpause 2019 wechselte Gudmundsson in die Niederlande und schloss sich in der Eredivisie dem Football Club aus Groningen an. Auch aufgrund von Verletzungen kam er in seiner ersten Saison in den Niederlanden nicht oft zum Einsatz. Die Saison 2019/20 wurde aufgrund der COVID-19-Pandemie vorzeitig abgebrochen. Die Saison 2020/21 begann für Gudmundsson verletzungsbedingt erst ab dem fünften Spieltag. In der Folge erkämpfte er sich nach und nach einen Stammplatz und war, sofern er nicht verletzt ist, gesetzt, wobei er zumeist als linker Außenverteidiger aufgestellt wird.
Am 31. August 2021 unterzeichnete er einen Fünfjahresvertrag bei dem damaligen französischen Meister OSC Lille. Im Juli 2025 folgte daraufhin der Wechsel zu Leeds United in die Premier League.

### Nationalmannschaft
Gudmundsson war schwedischer Juniorennationalspieler und kam unter anderem für die U21-Nationalmannschaft Schwedens zum Einsatz. Im Juni 2022 debütierte er für die A-Mannschaft.

## Familiäres
Gabriel Gudmundsson ist der Sohn des ehemaligen schwedischen Fußballnationalspielers Niklas Gudmundsson.